# Czarci Murek
Czarci Murek – grupa skał w Dolinie Będkowskiej na Wyżynie Krakowsko-Częstochowskiej. Znajduje się w obrębie wsi Będkowice, w województwie małopolskim, w powiecie krakowskim, w gminie Wielka Wieś.
Czarci Murek znajduje się w orograficznie lewych zboczach Doliny Będkowskiej pomiędzy skałami Czarci Kamień i Forteca. Jest to zbudowany z twardych wapieni skalistych mur skalny opadający z wierzchowiny w kierunku dna Doliny Będkowskiej. Składa się z kilku skał. Paweł Haciski wymienia go w swoim przewodniku wspinaczkowym w grupie skał Czarcich Wrót, do których zalicza Czarcie Wrota, Czarci Korytarz, Czarci Kamień i Czarci Murek, który jest wśród nich najbardziej wysunięty na północny wschód i znajduje się nad bocznym wąwozem oddzielającym go od grupy skał Fortecy.
Na drugiej od dołu skale Czarciego Murka jest jedna droga wspinaczkowa Nie zasłużyła na nazwę o trudności VI.1+ w skali polskiej. Zamontowany jest na niej jeden ring.

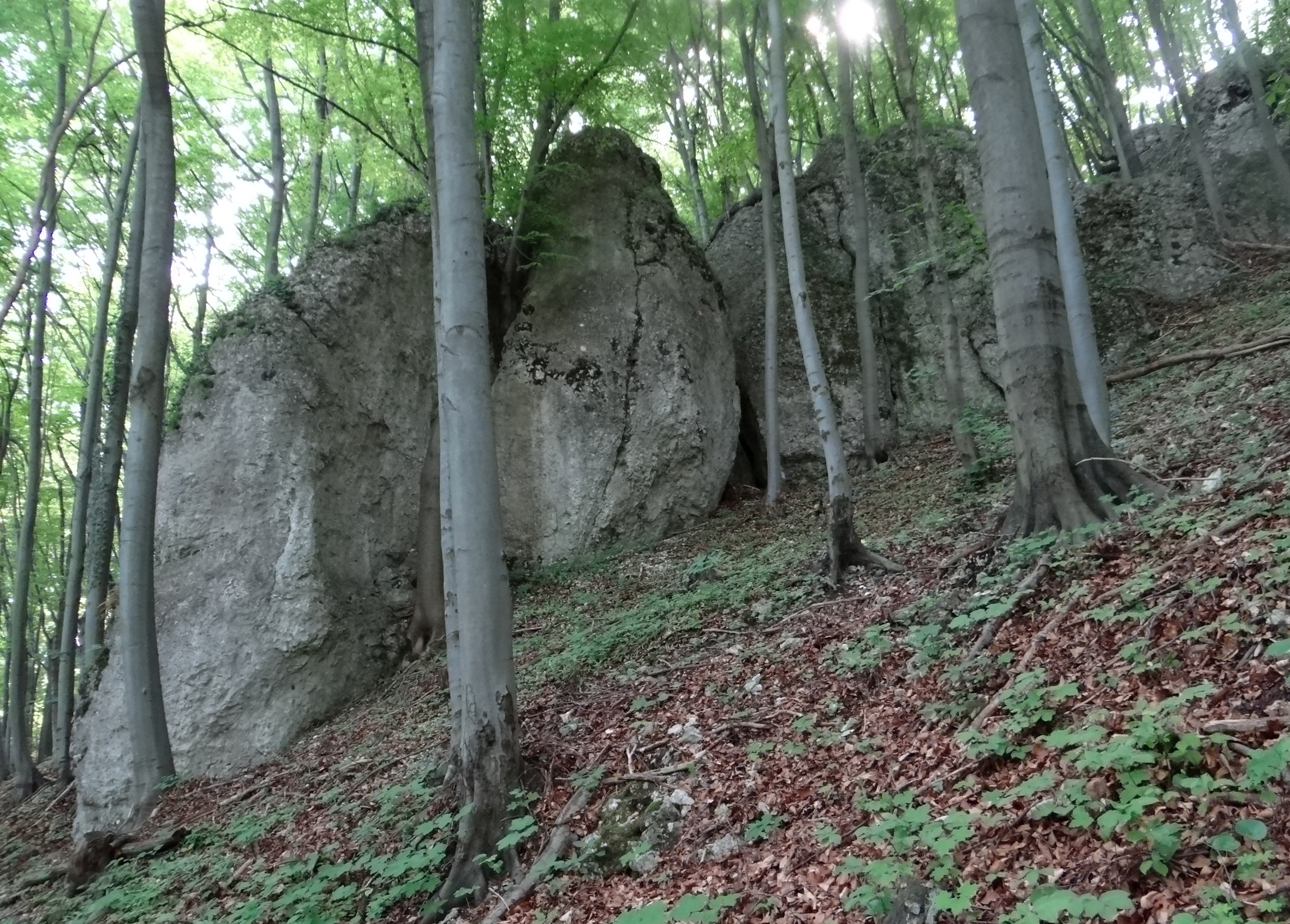
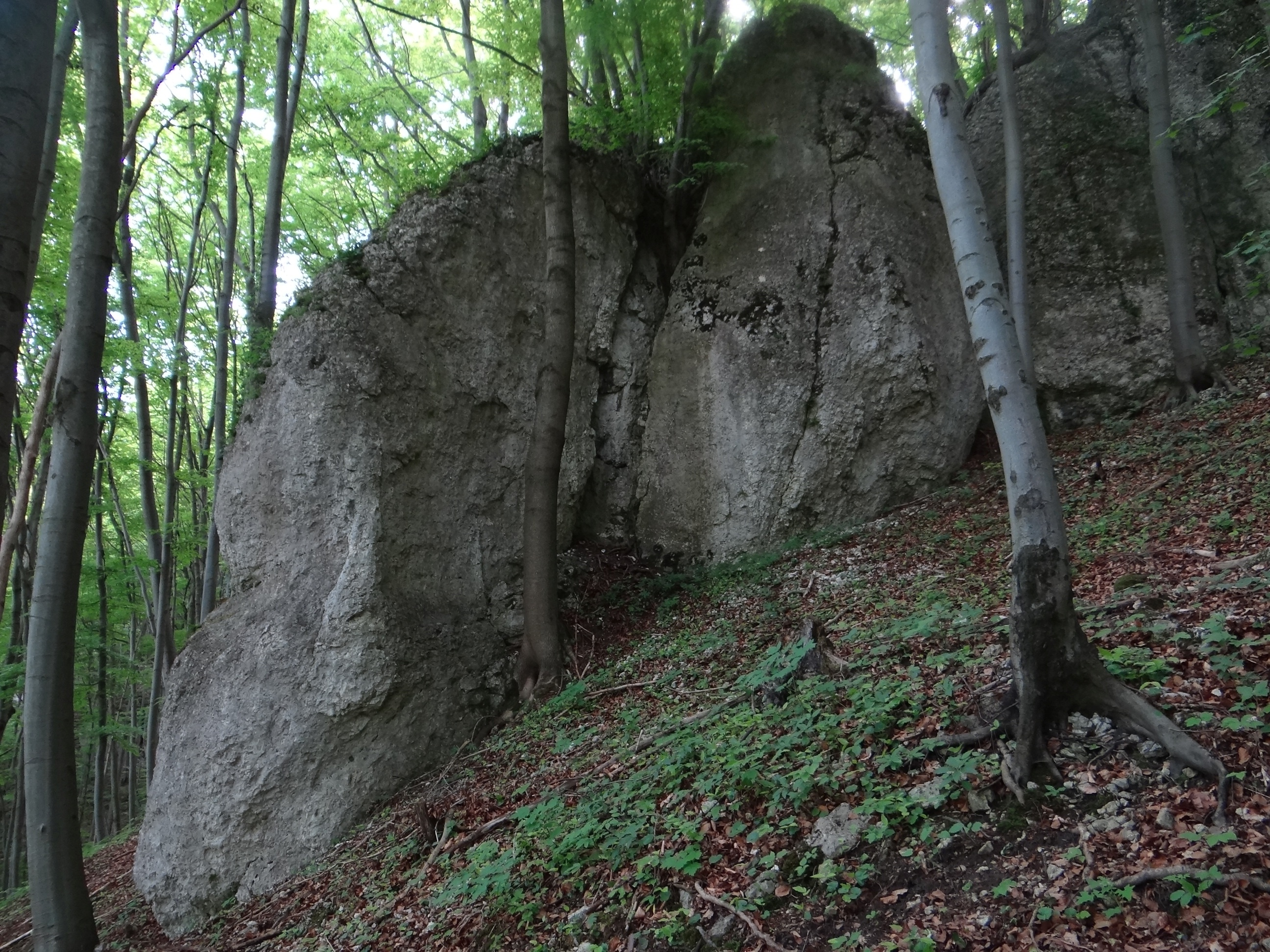
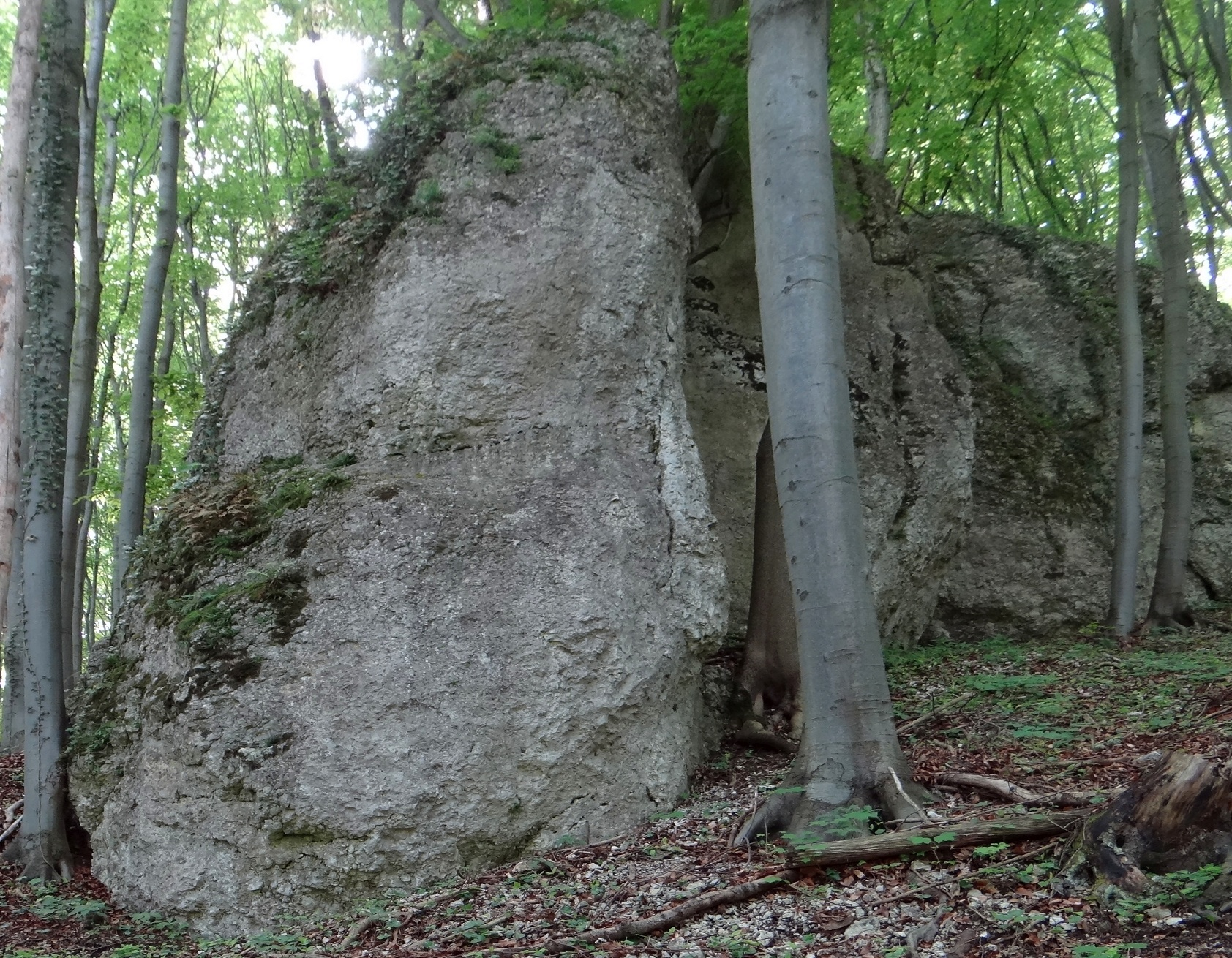